# Troy Dayak
Troy Dayak (Walnut Creek, Kalifornija, 21. siječnja 1971.) bivši je američki nogometni reprezentativac. Cijelu karijeru igrao je središnjeg braniča u Major League Soccer.
Za američku reprezentaciju odigrao je 10 utakmica, a jedini pogodak postigao je Hrvatskoj 17. listopada 1990. godine u Zagrebu u prvoj povijesnoj prijateljskoj utakmici hrvatske nogometne reprezentacije od uspostave neovisnosti, u kojoj je Hrvatska pobijedila 2:1. 
Nastupio je i na XXV. Olimijskim igrama u Barceloni 1992. godine s američkom reprezentacijom do 23 godine.